# Yes It Is
Yes It Is (Lennon/McCartney) är en låt av The Beatles från 1965.

## Låten och inspelningen
John Lennon påstod senare att denna låt var ett försök att skriva om den tidigare b-sidan This Boy även om denna låt har en mer komplex text med anspelningar på gåtfulla kvinnor som kan vara både Lennons döda mor eller kvinnor han varit romantiskt involverad med, sanna eller påhittade. Låten spelades in 16 februari 1965 och Beatles använde sig av Volym-pedal, liksom man hade gjort på I Need You timmarna innan. Precis som med texten till Ticket to Ride har olika musikkritiker tyckt sig kunnat märka en viss narkotisk inåtvändhet i texten. Låten kom sedan att släppas enbart som b-sida på singel (tillsammans med Ticket to Ride) i England 9 april och i USA 19 april 1965.